# アイスランド時間
アイスランド時間（アイスランドじかん）とは、アイスランドで使用されている標準時を指す。
アイスランドではその国土が西経13度から西経25度までの経度帯に収まっており、その東部を西経15度線が通っているにもかかわらず、グリニッジ標準時 (UTC+0)が使用されている。また、ヨーロッパの中ではロシア、ベラルーシと共に夏時間制を使用しない国となっている。

## 地理
| 色 | 標準時と現地の平均太陽時の差 |
| -- | ---------------------------- |
|    | +1時間0分±7.5分              |
|    | +1時間15分±7.5分             |
|    | +1時間30分±7.5分             |
|    | +1時間45分±7.5分             |

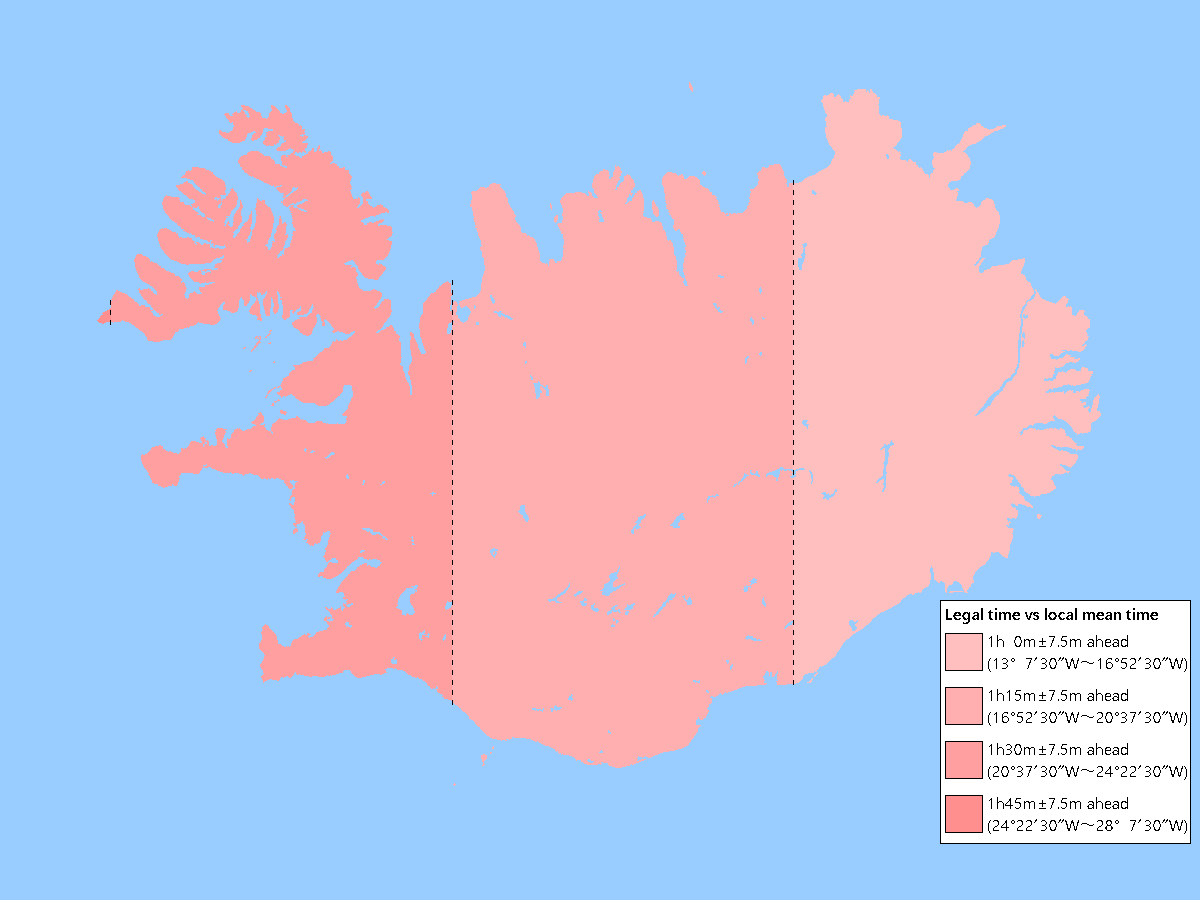
アイスランドにおける標準時と地方平均時との差を示している。アイスランドでは国土の大部分が西経15度よりも西にあるにもかかわらずグリニッジ標準時が使用されているため、地方平均時よりもはるかに早くなっている。

アイスランド島の東端 (Gerpir岬、西経13度29分40秒)から西端 (ビャルク岬、西経24度31分55秒)までは経度で11度の幅があり、太陽時は東端と西端で44分の差がある。また、アイスランド島の東部を西経15度線が、西部を西経22度30分線が通っており、大部分の地域は地理的にUTC-1に相当する経度帯に、西部の一部はUTC-2に相当する経度帯にある。ただし、グリニッジ標準時が使用されているため、標準時と現地の平均太陽時との間には54分～1時間38分のずれがある。例えば、首都レイキャヴィーク (北緯64度8分29秒、西経21度57分19秒)では平均太陽時が標準時より約1時間28分遅れており、太陽が毎日13時11分から13時42分までの時間帯に正中する。
アイスランドの国土は北極圏の近くに位置するため、アイスランド島の北部 (北緯65度43分以北)やグリムセイ島 (北極圏上に位置)では夏至の前後で太陽が沈みきらなくなる白夜が起きる。それ以外の地域でも季節による昼夜の長さの変化は激しく、首都レイキャヴィークでは夏至の前後において数時間しか太陽が沈まなくなり、昼の長さは21時間9分に達する。

## 歴史
アイスランドでは1907年に西経15度線の平均太陽時であるGMT-1:00が標準時として採用され、さらに1917年からは夏時間制が導入されていた。夏時間 (GMT+0:00)は1917年の2月20日～10月20日、1918年～1919年の2月20日～11月15日、1921年の3月20日～6月22日に実施された後、1939年からは毎年実施されるようになり、1941年～1946年は3月第1日曜日 (1942年は3月8日)午前1時から10月第4日曜日 (1941年は11月2日)午前2時まで、1947年～1967年は4月第1日曜日午前1時から10月第4日曜日 (1949年は10月30日、1967年は10月29日)午前2時まで実施されていたが、1968年4月7日午前1時をもって夏時間制は廃止され、通年でグリニッジ標準時を使用することとなった。

## IANA time zone database
tz databaseのzone.tabにはアイスランドの標準時が1つ含まれている。
| 国コード | 座標        | TZ                 | 注釈 | 協定世界時との差 | 夏時間 | 備考 |
| -------- | ----------- | ------------------ | ---- | ---------------- | ------ | ---- |
| IS       | +6409−02151 | Atlantic/Reykjavik |      | +00:00           | +00:00 |      |